# 38827 ter Kuile
38827 ter Kuile este o planetă minoră (asteroid) din centura de asteroizi. A fost descoperită pe 4 septembrie 2000 la Stația Anderson Mesa de Lowell Observatory Near-Earth-Object Search. 
Obiectul prezintă o orbită caracterizată de o semiaxă mare de 2,2782016 UAi, o excentricitate de 0,07, o înclinație de 4,35602 ° în raport cu ecliptica.